# Tlalquetzalapa
Tlalquetzalapa är en ort i Mexiko.   Den ligger i kommunen Copanatoyac och delstaten Guerrero, i den sydöstra delen av landet, 220 km söder om huvudstaden Mexico City. Tlalquetzalapa ligger 1 622 meter över havet och antalet invånare är 810.
Terrängen runt Tlalquetzalapa är lite bergig, och sluttar österut. Runt Tlalquetzalapa är det ganska tätbefolkat, med 248 invånare per kvadratkilometer. Närmaste större samhälle är Tlapa de Comonfort, 16,1 km öster om Tlalquetzalapa. I omgivningarna runt Tlalquetzalapa växer huvudsakligen savannskog.